# André Magnan
Cet article concerne l'homme politique de la IIIe République. Pour l'universitaire et professeur de littérature, voir André Magnan (universitaire). Pour les autres homonymes, voir Magnan.
André Magnan est un avocat et un homme politique français né le 16 mai 1903 à Saint-Étienne, dans le département de la Loire et décédé le 5 mars 1985 à Montbrison.
Docteur en droit, avocat et membre de l'Alliance démocratique, il se présente aux élections législatives de 1936 en menant campagne contre le Front populaire et pour la défense des petits commerçants et artisans. Il préside, de 1938 à 1940, la Jeunesse républicaine et démocratique française (JRDF), organisation de jeunesse de l'AD.
À la Chambre des députés, il siège à l'Alliance des républicains de gauche et des radicaux indépendants, le principal groupe parlementaire de l'AD. Le 10 juillet 1940, il ne prend pas part au vote sur la remise des pleins pouvoirs au Maréchal Pétain.

## Sources
1. ↑  État civil sur le fichier des personnes décédées en France depuis 1970

- « André Magnan », dans le Dictionnaire des parlementaires français (1889-1940), sous la direction de Jean Jolly, PUF, 1960 [détail de l’édition]